# Rhytiphora lateralis
Rhytiphora lateralis är en skalbaggsart som först beskrevs av Francis Polkinghorne Pascoe 1858.  Rhytiphora lateralis ingår i släktet Rhytiphora och familjen långhorningar. Inga underarter finns listade i Catalogue of Life.